# Старли, Джон
Джон Кемп Старли (англ. John Kemp Starley; 14 декабря 1854, Уолтемстоу — 29 октября 1901) — английский изобретатель и предприниматель. В 1885 году изобрёл «безопасный велосипед» и в 1887 году основал компанию Rover.

## Биография
Родился в Уолтемстоу, графство Эссекс, был сыном садовника. 
В 1872 году переехал в Ковентри, где работал со своим дядей изобретателем Джеймсом Старли и предпринимателем Уильямом Хиллманом несколько лет. Они работали над созданием мотоциклов «Ariel». 
В 1877 году Джон Старли и Уильям Саттон (William Sutton), местный энтузиаст езды на велосипеде, открыли компанию «Starley & Sutton Co». Они приступили к созданию более безопасных и лёгких в использовании велосипедов, так как в их время существовали только велосипеды типа «пенни-фартинг». 
В 1883 году их продукция стала называться Rover. В 1885 году Джон Старли создал «безопасный велосипед», существенно отличающийся от велосипедов, созданных ранее. Это был первый велосипед, по конструкции и внешнему виду соответствующий современному велосипеду.
В 1889 году компания стала называться «J. K. Starley & Co. Ltd», а в конце 1890-х годов — «Rover Cycle Company Ltd». 
Джон Старли скоропостижно умер 29 октября 1901 года. Управляющим директором компании стал Гарри Смит (Harry Smyth).